# Вињола (Маса-Карара)
Вињола (итал. Vignola) је насеље у Италији у округу Маса-Карара, региону Тоскана.
Према процени из 2011. у насељу је живело 75 становника. Насеље се налази на надморској висини од 372 м.